# Montgomery City (Missouri)
Montgomery City è un comune degli Stati Uniti d'America, situato nello Stato del Missouri, nella contea di Montgomery, della quale è il capoluogo.